# Raphaël Poirée
Raphaël Poirée, francoski biatlonec, * 9. avgust 1974, Rives, Isère, Rona-Alpe, Francija. 
Poirée je nekdanji biatlonec, aktiven v letih od 1995 do 2007. S 44. zmagami v tekmah za svetovni pokal, 18. medaljami na svetovnih prvenstvih in tremi medaljami na olimpijskih igrah je med najuspešnejšimi tekmovalci v biatlonu na svetu.
V svoji športni karieri je bil Raphaël štirikratni zmagovalec svetovnega pokala in sicer v letih 1999−2000, 2000−01, 2001−02 in 2003−04. V sezoni 2005-06 je bil skupno drugi, v sezoni 2004-05 pa na skupnem tretjem mestu. Na stopničkah je stal 103-krat, od tega 44 za prvo mesto, 9 za drugo in 20 za tretje mesto.
Na zimskih olipijskih igrah je bil uspešen trikrat, ima srebrno medaljo iz Salt Lake Cityja 2002 in dve bronasti, iz Salt Lake Citya in Torina 2006. Na svetovnih prvenstvih je prejel osem zlatih, tri srebrne in sedem bronastih medalj.
Raphaël Poirée je bil svojčas najboljši biatlonec v tekmah skupinskega štarta, z devetimi prvimi, štirimi drugimi in tremi tretjimi mesti v svetovnem pokalu, prav tako je dobil štiri od sedem tekem skupinskega štarta na svetovnih prvenstvih, v katerih je sodeloval.
Po prejemu zlate medalje na svetovnem prvenstvu v Antholzu 2007 je Poirée naznanil konec svoje kariere po koncu sezone. Dejansko jo je zaključil že po tekmah na Holmenkollnu na Norveškem teden dni prej, finalnih tekem v Hanti-Mansijsku v Rusiji se ni udeležil. Zadnjo tekmo v skupinskem štartu 11. marca 2007 je končal na drugem mestu za dolgoletnim sotekmovalcem, norveškim reprezentantom Bjørndalnom.
Poročen je prav tako z nekdanjo norveško biatlonko Liv Grete Skjelbreid. Skupaj imata tri hčere: Emmo (* 27. januar 2003), Anno (10. januar 2007) in Leno (10. oktober 2008). V letu 2009 je Raphaël doživel hudo prometno nesrečo v  Eikelandsosenu na Norveškem, po kateri je skoraj ostal paraliziran. Po mesecu dni dolgi hospitalizaciji, operaciji vratu in hrbta, je bil odpuščen iz bolnišnice.